# Список наград и номинаций мультфильма «Рататуй»
«Рататуй» (англ. Ratatouille) — американский компьютерный анимационный фильм, произведённый Pixar и распространённый компанией Walt Disney. Рататуй стал восьмым полнометражным фильмом, созданного на студии Pixar. Премьера фильма в США состоялась 29 июня 2007 года и собрал более $47 млн за первую неделю проката, став лидером кинопроката недели. По состоянию на 2012 год, фильм собрал $624 445 654 по всему миру.
Фильм был удостоен многими премиями. Он был номинирован на пять премий «Оскар», 14 премий «Энни», одну премию «Золотой Глобус». На церемонии вручения Оскара фильм выиграл только в одной номинации «Лучший анимационный полнометражный фильм». На вручении премии Энни фильм выиграл 10 премий включая «Лучший анимационный фильм», «Лучшая анимационная видеоигра», «Анимация персонажей в полнометражных фильмах», «Дизайн персонажей в полнометражных анимационных фильмах», «Режиссёр полнометражного анимационного фильма», «Музыка для анимационного фильма», «Дизайн в полнометражном анимационном фильме», Сценарий для полнометражного анимационного фильма и др. Также картина была названа лучшей в категории лучший анимационный фильм в ряде премий, например, такие как «Ассоциация кинокритиков Чикаго», «Национальный совет кинокритиков США», «BAFTA», «Общество кинокритиков Бостона» и др.

## Премии и номинации
| Дата вручения   | Премия                                             | Категория                                                 | Номинанты и получатели                                                    | Результат |
| --------------- | -------------------------------------------------- | --------------------------------------------------------- | ------------------------------------------------------------------------- | --------- |
| 24 февраля 2008 | Оскар                                              | Лучший анимационный полнометражный фильм                  | Брэд Бёрд                                                                 | Победа    |
| 24 февраля 2008 | Оскар                                              | Лучшая музыка                                             | Майкл Джаккино                                                            | Номинация |
| 24 февраля 2008 | Оскар                                              | Лучший оригинальный сценарий                              | Сценарий Брэда Бёрда. История Жана Пинкава, Джима Капобьянко, Брэда Бёрда | Номинация |
| 24 февраля 2008 | Оскар                                              | Лучший звуковой монтаж                                    | Рэнди Том и Майкл Сильверс                                                | Номинация |
| 24 февраля 2008 | Оскар                                              | Лучший звук                                               | Рэнди Том, Майкл Семаник и Док Кейн                                       | Номинация |
| 17 февраля 2008 | Американская гильдия монтажёров                    | Лучший монтаж художественного фильма (комедия или мюзикл) | Даррен Т. Холмс                                                           | Номинация |
| 8 февраля 2008  | Энни                                               | Лучший анимационный фильм                                 | Студия анимации Pixar                                                     | Победа    |
| 8 февраля 2008  | Энни                                               | Лучшая анимационная видеоигра                             | THQ, Inc.                                                                 | Победа    |
| 8 февраля 2008  | Энни                                               | Личное достижение в анимационных эффектах                 | Гэри Бруинс                                                               | Номинация |
| 8 февраля 2008  | Энни                                               | Личное достижение в анимационных эффектах                 | Джон Рейш                                                                 | Номинация |
| 8 февраля 2008  | Энни                                               | Анимация персонажей в полнометражных фильмах              | Майкл Макаревич                                                           | Победа    |
| 8 февраля 2008  | Энни                                               | Дизайн персонажей в полнометражных анимационных фильмах   | Картер Гудрих                                                             | Победа    |
| 8 февраля 2008  | Энни                                               | Режиссёр полнометражного анимационного фильма             | Брэд Бёрд                                                                 | Победа    |
| 8 февраля 2008  | Энни                                               | Музыка для анимационного фильма                           | Майкл Джаккино                                                            | Победа    |
| 8 февраля 2008  | Энни                                               | Дизайн в полнометражном анимационном фильме               | Харли Джессап                                                             | Победа    |
| 8 февраля 2008  | Энни                                               | Сценарий для полнометражного анимационного фильма         | Тэд Мэтхот                                                                | Победа    |
| 8 февраля 2008  | Энни                                               | Озвучка в анимационном полнометражном фильме              | Джэнин Гэрофало (Колетт)                                                  | Номинация |
| 8 февраля 2008  | Энни                                               | Озвучка в анимационном полнометражном фильме              | Иэн Холм (Скиннер)                                                        | Победа    |
| 8 февраля 2008  | Энни                                               | Озвучка в анимационном полнометражном фильме              | Пэттон Освальт (Реми)                                                     | Номинация |
| 8 февраля 2008  | Энни                                               | Сценарий для полнометражного анимационного фильма         | Брэд Бёрд                                                                 | Победа    |
| 14 февраля 2008 | Гильдия художников-постановщиков                   | Лучший анимационный фильм                                 | Студия анимации Pixar                                                     | Номинация |
| 10 февраля 2008 | BAFTA                                              | Лучший анимационный фильм                                 | Брэд Бёрд                                                                 | Победа    |
| 9 декабря 2007  | Общество кинокритиков Бостона                      | Лучший сценарий                                           | Брэд Бёрд                                                                 | Победа    |
| 7 января 2008   | Ассоциации кинокритиков вещательных компаний       | Лучший анимационный фильм                                 | Студия анимации Pixar                                                     | Победа    |
| 13 декабря 2007 | Ассоциация кинокритиков Чикаго                     | Лучший анимационный фильм                                 | —                                                                         | Победа    |
| 13 декабря 2007 | Ассоциация кинокритиков Чикаго                     | Лучший оригинальный сценарий                              | Брэд Бёрд                                                                 | Номинация |
| 11 января 2008  | Ассоциации кинокритиков центрального Огайо         | Лучший анимационный фильм                                 | —                                                                         | Победа    |
|                 | Премия Святого Христофора                          | Художественный фильм                                      | —                                                                         | Победа    |
| 17 декабря 2007 | Ассоциация кинокритиков Даллас/Форт-Уэрт           | Лучший анимационный фильм                                 | —                                                                         | Победа    |
| 2008            | Empire Awards                                      | Лучший фильм                                              | —                                                                         | Номинация |
| 2008            | Empire Awards                                      | Лучшая комедия                                            | —                                                                         | Номинация |
| 13 января 2008  | Золотой глобус                                     | Лучший анимационный фильм                                 | Брэд Бёрд                                                                 | Победа    |
|                 | Golden Trailer Awards                              | Лучший анимационный/семейный фильм                        | —                                                                         | Номинация |
| 10 февраля 2009 | Грэмми                                             | Лучший саундтрек                                          | Майкл Джаккино                                                            | Победа    |
| 27 октября 2007 | Hollywood Awards                                   | Фильм года                                                |                                                                           | Номинация |
| 12 января 2008  | Кружок кинокритиков Канзас-сити                    | Любимый анимационный фильм                                |                                                                           | Победа    |
| 29 марта 2008   | Kids' Choice Awards                                | Любимый анимационный фильм                                | Брэд Бёрд                                                                 | Победа    |
| 21 декабря 2007 | Общество кинокритиков Лас-Вегаса                   | Лучший анимационный фильм                                 | —                                                                         | Победа    |
| 21 декабря 2007 | Общество кинокритиков Лас-Вегаса                   | Лучший семейный фильм                                     | —                                                                         | Победа    |
| 9 декабря 2007  | Ассоциация кинокритиков Лос-Анджелеса              | Лучший анимационный фильм                                 | —                                                                         | Победа    |
| 21 февраля 2008 | Организация звукорежиссёров художественных фильмов | Лучший анимационный фильм                                 |                                                                           | Номинация |
| 5 декабря 2007  | Национальный совет кинокритиков США                | Лучший анимационный фильм                                 | —                                                                         | Победа    |
| 9 января 2008   | Американская ассоциация онлайн-кинокритиков        | Лучший анимационный фильм                                 | —                                                                         | Победа    |
| 9 января 2008   | Американская ассоциация онлайн-кинокритиков        | Лучший оригинальный сценарий                              | Брэд Бёрд                                                                 | Номинация |
| 8 января 2008   | Выбор народа                                       | Лучший семейный фильм                                     | —                                                                         | Номинация |
| 2008            | Кружок кинокритиков Финикса                        | Лучший анимационный фильм                                 | —                                                                         | Победа    |
| 2 февраля 2008  | Гильдия продюсеров Америки                         | Лучший продюсер анимационного фильма                      |                                                                           | Победа    |
| 17 декабря 2007 | Спутник                                            | Лучший анимационный фильм или фильм в смешанном стиле     | —                                                                         | Победа    |
| 17 декабря 2007 | Спутник                                            | Лучший молодёжный DVD                                     | —                                                                         | Победа    |
| 17 декабря 2007 | Спутник                                            | Лучшая музыка                                             | Майкл Джаккино                                                            | Номинация |
|                 | Сатурн                                             | Лучший анимационный фильм                                 |                                                                           | Победа    |
| Лучший сценарий | Сатурн                                             | Брэд Бёрд                                                 | Победа                                                                    |           |
| 21 февраля 2008 | Американское Сообщество визуальных эффектов        | Лучшие эффекты на втором плане в художественном фильме    | —                                                                         | Победа    |
| 21 февраля 2008 | Американское Сообщество визуальных эффектов        | Анимированный персонаж в анимационном фильме              | Студия анимации Pixar (Колетт)                                            | Победа    |
| 21 февраля 2008 | Американское Сообщество визуальных эффектов        | Эффекты в анимационном фильме                             | Студия анимации Pixar (Еда)                                               | Победа    |
| 2008            | Ассоциация кинокритиков Вашингтона                 | Лучший анимационный фильм                                 |                                                                           | Победа    |
|                 | Всемирная академия саундтреков                     | Лучшая оригинальная песня, написанная для фильма          | Майкл Джаккино за «Le Festin»                                             | Номинация |
|                 | Премия Молодой актёр                               | Лучший фильм для всей семьи (анимация)                    | —                                                                         | Победа    |